# Курреж, Андре
Андре Курреж (фр. André Courrèges; род. 9 марта 1923, По, департамент Атлантические Пиренеи, Франция — 8 января 2016, Нёйи-сюр-Сен, департамент О-де-Сен, Франция) — французский модельер, основатель модного дома André Courrèges. Считается одним из инициаторов минимализма в моде.

## Общая информация
В 1949 году устроился в дом высокой моды Кристобаля Баленсиаги, где проработал десять лет. В 1961 году вместе со своей будущей женой Коклин Баррьер основал дом высокой моды «Courrèges». Одним из первым из кутюрье показал мини-юбки, шорты и женские брючные костюмы, создал летние сапоги, трапециевидное платье, пропагандировал функциональный, молодёжный, футуристический и спортивный стиль в одежде. Около 30 лет страдал от болезни Паркинсона, умер 8 января 2016 года. 

## Биография

### Ранние годы
Родился 9 марта 1923 года в городе По департамента Атлантические Пиренеи региона Новая Аквитания. С ранних лет рисовал, создавал эскизы одежды и хотел заниматься дизайном в художественной школе, но его отец, дворецкий в поместье, не одобрял его увлечения, так как хотел, чтобы сын стал инженером. По словам Куррежа, на его выбор профессии модельера повлияло то, что ещё в ранние годы он обращал внимание на то, как одеваются его подруги и знакомые, и зачастую их одежду он не одобрял. Кроме того, обращение Куррежа к миру моды можно объяснить тем, что его детство прошло в курортном регионе, где было много элегантно одетых представителей французской и зарубежной элиты. Однако, несмотря на художественные наклонности, по настоянию отца он всё-таки поступил в престижную парижскую Национальную школу мостов и дорог, где получил образование архитектора. Некоторое время работал инженером-мостостроителем, а в возрасте 23 лет перебрался в Париж. Во время Второй мировой войны был пилотом ВВС Франции.

### Профессиональная деятельность
После окончания войны вернулся в Париж, поступил в школу при Синдикате высокой моды (фр. École de la chambre syndicale de la couture parisienne) и устроился рисовальщиком в модный дом Жанны Лафари (фр. Jeanne Lafaurie), где проработал около полугода. Однако там ему не нравилось, так как он пришёл к выводу, что в компании плохая организация производственного процесса, после чего стал подыскивать новое место работы. В связи с этим он побывал у многих парижских кутюрье, и пришёл к выводу, что лучшим из всех является Кристобаль Баленсиага. По словам Куррежа, этот великий модельер был «самым законченным и солидным» в Париже того времени. В 1949 году Куррежа приняли ассистентом в модный дом «Balenciaga», в котором он проработал до 1961 года. Позже он вспоминал этот период своей жизни и отношения с Баленсиагой следующим образом: «Я буквально навязался к нему на работу, несмотря на то, что им никто не был нужен. Он взял меня обычным подмастерьем. Потом я стал его заместителем, проработал 10 лет и открыл свою фирму».

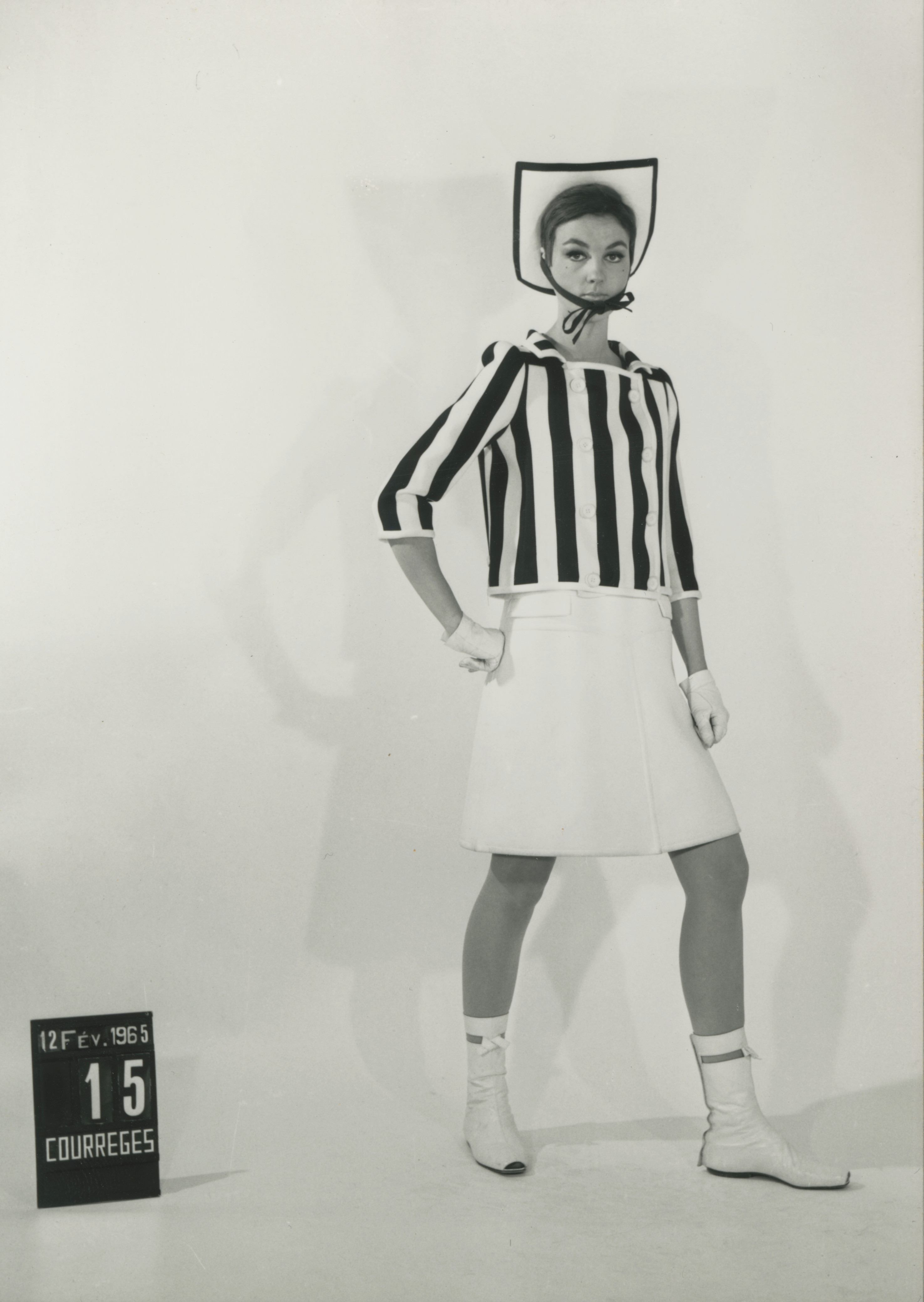
Модель из коллекции 1965 года

В этот период одежда прет-а-порте, которая продавалась в бутиках, стала более распространённой, чем от-кутюр, постепенно вытесняя её. Дома высокой моды сначала не учли эту тенденцию в моде и число их клиентов сокращалось. Из числа парижских кутюрье первым модели прет-а-порте создал Пьер Карден в 1957 году, — за продажи своих готовых изделий в универмаге он был исключён из Синдиката высокой моды, но в 1960-х годах уже почти все дома мод начали создавать аналогичные коллекции, и производство готовой одежды переросло в самостоятельную моду, учитываемую всем рынком одежды. Кроме того, в середине 1960-х годов высокая мода, во многом благодаря усилиям Куррежа, сумела вернуть себе первенство, предложив современную и практичную одежду от-кутюр. 

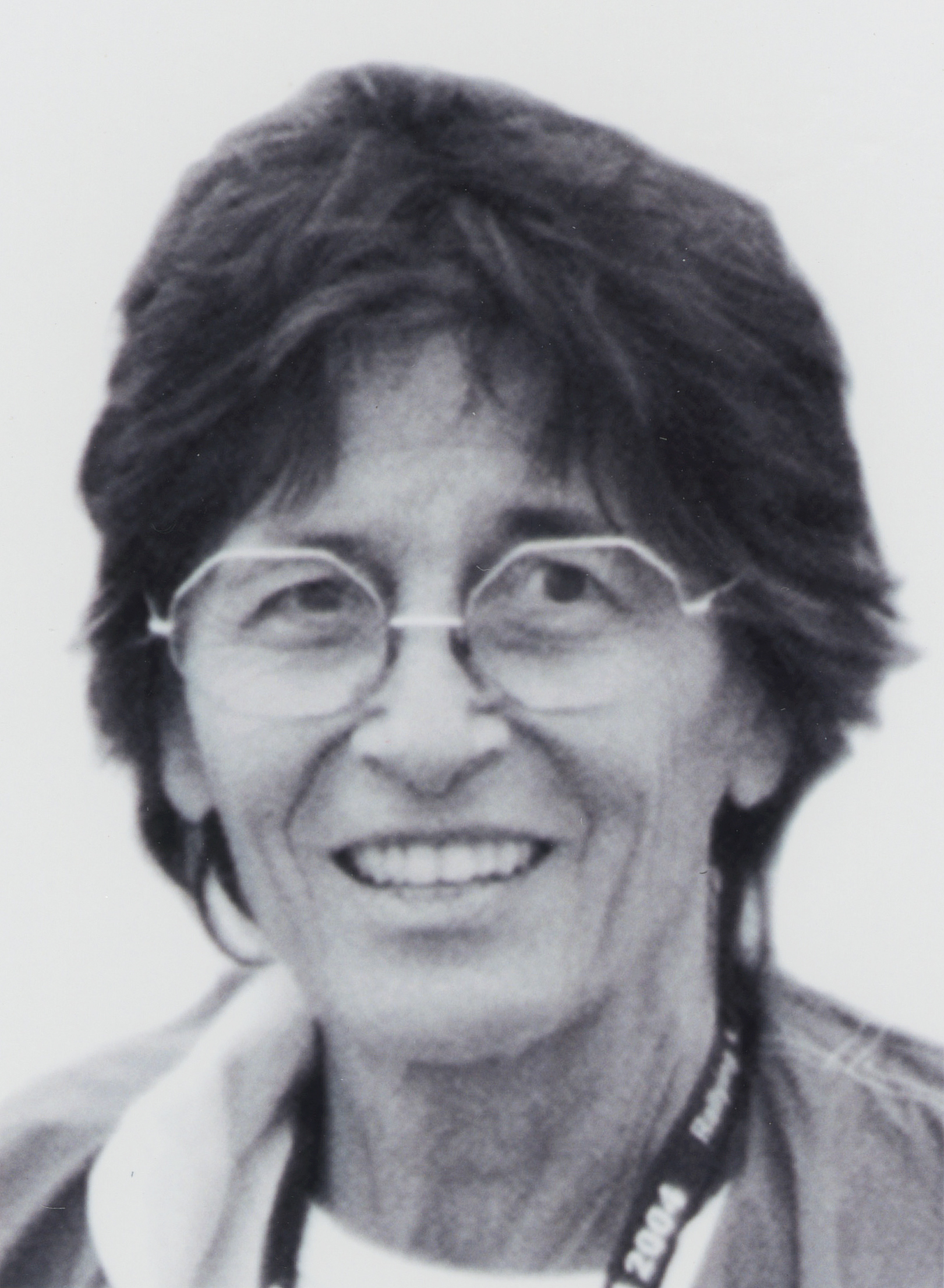
Коклин Курреж

В 1961 году, при помощи своего учителя, Курреж совместно с другим выходцем из компании Баленсиаги и своей будущей женой Коклин Баррьер открыл дом моды на авеню Клебер. Курреж считал, что главными принципами в создании одежды должны быть функциональность и простота, а сам модельер должен иметь чёткую цель, понимать, для чего нужна одежда, что в конечном итоге вызовет за собой правильный выбор её формы. По его мысли, компания «Courrèges» должна была предоставить доступ к качественной, функциональной и красивой одежде широкому кругу клиенток, а для реализации этой цели необходимо было начать серийное производство качественной готовой одежды. Он первым среди модельеров вывел манекенщиц в мини юбках на подиум, так как длинные юбки препятствовали свободному движению: «Длинная юбка мешает при быстрой ходьбе, не позволяет жить динамично». Его новаторский подход проявился также в отказе от каблука и популяризации обуви на плоском ходу. Сам он объяснял это следующим образом:

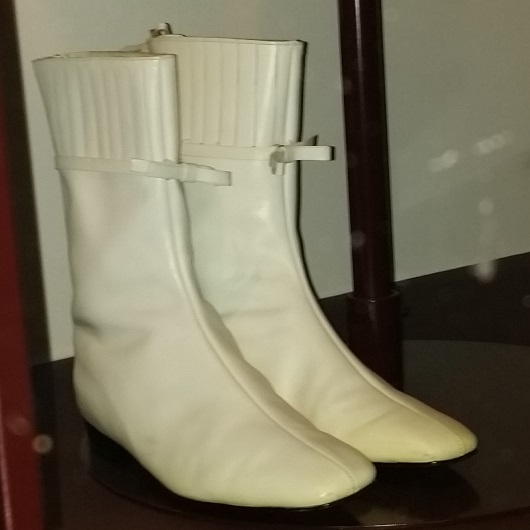
Сапоги André Courrèges (Go-go boots). Андре Курреж, 1965

Если бы природой было предусмотрено, что мы должны ходить на каблуках высотой 10 см, то она создала бы морфологические модификации, такие же сложные, как наши уши или такой совершенный инструмент, как руки, позволяющие нам узнавать вещи на ощупь. Надо оставаться естественным. Не имеет смысла сегодня в Париже сдавливать себе ступни, как это делали некогда китайские или японские женщины. Зачем это делать? Это лишняя проблема.

### Расцвет карьеры
В 1964 году Курреж представил футуристическую коллекцию, которая получила название «Космическая эра». Она стала известной в мире моды и оказала значительное влияние: вдохновила других модельеров, получила множество подражаний. «Космическая эра» считается первой коллекцией, рассчитанной на молодёжь как на целевую аудиторию. Стиль коллекции обусловил и другие её особенности. Так, кутюрье отобрал для показа манекенщиц, не похожих на моделей эпохи «New Look» — он вывел на подиум молодых девушек спортивного телосложения, с узкими бедрами, которые двигались и позировали иначе, чем это было принято раньше. Их снимали в движении, в необычных ракурсах и позах; для них имитировалось состояние невесомости и т. д. Сам модельер охарактеризовал таких своих моделей как «лунная девушка» («The moon girl»). Эта коллекция включала в себя также оригинальные, новаторские головные уборы, похожие на шлемы, а синтетические материалы с серебристым отливом превращали манекенщиц в астронавток или в жителей других планет, хотя на самом деле эти модели одежды были предназначены для удобной носки, должны были использоваться в реальной жизни. Уже в первой коллекции в «космическом стиле» Курреж ввёл в моду белые полусапожки изготовленные из винила на низком каблуке. Такой тип сапог получил значительную популярность из-за своей практичности: его можно было носить с мини-юбкой или платьем, а также с шортами или брюками, которые можно заправить в сапоги, если они обтягивающие, или носить поверх, если они имеют разрез для сапог. Также он первым из кутюрье ввёл в моду мини-юбки, шорты и брючные костюмы.
В 1967 году основал линии прет-а-порте: «Ргоtotyре» (прет-а-порте), «Соuture Future» (прет-а-порте класса «люкс»), «Нурегbole» (недорогая линия прет-а-порте). В 1969 года в своей второй коллекции «Кутюр фютюр» он ввёл в линию прет-а-порте шерстяной трикотаж, который по его концепции должен был играть роль одежды — «второй кожи». Для творений, олицетворяющих технологические и социальные изменения, модельер использовал новые синтетические материалы (пластмассу и полиуретан). По словам Мишеля Червински, это направление «стало причиной настоящей революции в моде как в Великобритании, так и за её пределами». По мнению Куррежа, его заслуга в области моды во многом заключалась в том, что ему удалось без помощи скальпеля хирурга сделать женщин моложе, так как он стремился к тому, чтобы у его клиенток возникло стремление позаботиться о красоте своего тела. Он считал, что людям «не нужен большой живот», и говорил: «Я всегда хотел создавать только спортивную моду». Коко Шанель, отрицательно относившаяся к его новаторским экспериментам в области моды, говорила про него: «Этот человек одержим идеей разрушить женщину, уничтожить формы её тела, чтобы превратить её в маленькую девочку». Своё творческое кредо и отличие его от видения других модельеров Андре Курреж выразил следующими словами: «Когда мне говорят, что я кутюрье 2000 года, я говорю, что лично пытаюсь создавать модели 1972 года, это другие отстают от своего времени на 50 лет!» Его геометрический крой одежды и коллекции часто сравнивали с проектами архитекторов-конструктивистов; Куррежа называли «Корбюзье моды» и «Че Геварой моды».

### Поздние годы
В начале 1980-х годов дела у компании «Courrèges» шли плохо. Не уловив новые тенденции на рынке моды, она стала терять свои позиции, и в 1983 году Куррежу пришлось уступить 50 % акций компании японским партнёрам из группы «Itokin». Однако через 20 лет Курреж и его жена Коклин сумели вернуть модный дом под свой контроль и возродить его во Франции. В 2002 году Курреж представил свою коллекцию от кутюр. Около 30 лет он страдал от болезни Паркинсона, умер 8 января 2016 года в парижском пригороде Нёйи-сюр-Сен. На парижских показах весна — лето 2016, которые прошли в сентябре 2015-го, было проведено первое шоу креативных директоров возрождённой марки «Courrèges», созданное Себастьеном Мейером и Арно Вайаном.